# Entesitis
La entesitis es un proceso inflamatorio de la entesis, como llamamos a la zona de inserción en el hueso de un tendón, un músculo, hasta un ligamento. Esto va a aparecer en enfermedades reumatológicas, como la espondilitis anquilosante, entre otras articulaciones.
- Dolor en tendones y/o músculos.
- Dolor en inserción del tendón
- Los signos y síntomas de un síndrome inflamatorio.